# 1948-as magyar öttusabajnokság
Az 1948-as magyar öttusabajnokságot október 13. és 17. között rendezték meg. A versenyzőket az öt versenyszámban elért helyezési számuk összege alapján értékelték. A viadalt Hegedűs István nyerte meg. A csapatversenyt a Csepel nyerte.

## Eredmények

### Férfiak

#### Egyéni
| Hely | Név             | Klub        | Eredmény |
| ---- | --------------- | ----------- | -------- |
| 1.   | Hegedűs István  |             | 18,0     |
| 2.   | Karácson László | Csepeli MTK | 24,0     |
| 3.   | Szondy István   |             | 34,0     |
| 4.   | Misák Imre      |             | 43,0     |
| 5.   | Benedek Ferenc  | Csepeli MTK | 47,0     |
| 6.   | Rátonyi Sándor  |             | 52,0     |
| 7.   | Benedek Gábor   |             | 57,0     |
| 8.   | Hegedűs Frigyes | Csepeli MTK | 57,0     |
| 9.   | Somlay Lajos    |             | 68,0     |
| 10.  | Pieri Cézár     |             | 69,0     |

#### Csapat
| Hely | Név                                              | Klub        | Eredmény |
| ---- | ------------------------------------------------ | ----------- | -------- |
| 1.   | Karácson László, Hegedűs Frigyes, Benedek Ferenc | Csepeli MTK | 128,0    |